# Residentie Bachkoor
Het Residentie Bachkoor is een gemengd koor dat klassieke muziek vertolkt van de barokperiode tot heden. Centraal in het repertoire van het koor staat het werk van de componist Johann Sebastian Bach.

## Geschiedenis
Het Residentie Bachkoor is opgericht in 1872 en gevestigd in Den Haag. Sinds 1995 staat het koor onder leiding  van dirigent Jos Vermunt. Van 1957 tot 1994 stond het koor onder leiding van dirigent Gerard Akkerhuis.  Samen met het Residentie Kamerkoor, het Residentie Bachorkest en de Stichting Cantatediensten in de  Kloosterkerk vormt het koor de Residentie Bachensembles. Het koor werkt regelmatig samen met het Residentie Orkest, bijvoorbeeld in uitvoeringen van de Matthäus-Passion, onder leiding van dirigenten als Jaap van Zweden, Arnold Östman, Peter Schreier, Richard Egarr, Philipp von Steinaecker en Jan Willem de Vriend.

## Bijzondere Optredens
Sinds 2007 verzorgt het Residentie Bachkoor samen met het Residentie Kamerkoor de muzikale omlijsting van de nationale herdenking van de Nederlandse slachtoffers die vielen tijdens de Tweede Wereldoorlog in Azië. Ook verleende het Residentie Bachkoor zijn medewerking aan de uitvaart en bijzetting van leden van het Nederlandse Koninklijk Huis. Op 15 oktober 2002 zong het Residentie Bachkoor tijdens de uitvaartdienst van Prins Claus. Op 30 maart 2004 zong het koor tijdens de uitvaartdienst van prinses Juliana en op 11 december 2004 verzorgde het koor de muzikale begeleiding van de uitvaartdienst van Prins Bernhard.
In oktober 1997 werd aan het koor ter gelegenheid van het 125-jarig bestaan een Koninklijke erepenning toegekend.

## Discografie

### Albums
| Album met eventuele hitnotering(en) in de Nederlandse Album Top 100 | Datum van verschijnen | Datum van binnenkomst | Hoogste positie | Aantal weken | Opmerkingen                                             |
| ------------------------------------------------------------------- | --------------------- | --------------------- | --------------- | ------------ | ------------------------------------------------------- |
| Bach: Mattheuspassie                                                |                       | 25-03-2006            | 1(1wk)          | 12           | met het Residentie Orkest onder leiding van Jos Vermunt |